# Dicraeus gressitti
Dicraeus gressitti är en tvåvingeart som beskrevs av Ismay 1984. Dicraeus gressitti ingår i släktet Dicraeus och familjen fritflugor. Inga underarter finns listade i Catalogue of Life.